# Wizardry: Labyrinth of Lost Souls
Wizardry: Labyrinth of Lost Souls (jap.: ウィザードリィ 囚われし魂の迷宮 Wizādoryi Torawareshi Tamashī no Meikyū) ist ein Computer-Rollenspiel des japanischen Entwicklers Acquire aus dem Jahr 2009. Es erschien für PlayStation 3 und wurde später für Microsoft Windows, PlayStation Vita und iOS portiert. Das von Acquire in Japan selbst veröffentlichte Spiel fand mit Unterstützung des Lokalisierungsspezialisten Xseed Games 2011 den Weg auch auf den westlichen Markt. Es handelt sich um einen Ableger der Wizardry-Reihe von Sir-Tech.

## Beschreibung
Labyrinth of Souls orientiert sich am Spielprinzip klassischer Dungeoncrawler wie beispielsweise Dungeon Master. Der Spieler erkundet mit einer sechsköpfigen Heldengruppe ein unterirdisches Labyrinth. Wie in Dungeon Master ist die Umgebung aus quadratischen Feldern aufgebaut, durch die der Spieler aus der Egoperspektive seine Heldengruppe schrittweise von Feld zu Feld bewegt. Die Erkundung findet in Echtzeit statt, sobald die Gruppe jedoch auf gegnerische Kreaturen stößt, wird ein rundenbasierter Kampf ausgelöst.  
Acquire bewarb sich erfolgreich bei den damaligen Rechteinhabern IPM um die Lizenzrechte für ein Wizardry-Spiel. Als Referenz verwies das Unternehmen auf das spielerisch ähnliche, mit ZeroDiv entwickelte Class of Heroes. Da eine Retail-Entwicklung die Kosten Schätzungen zur Folge nicht wieder eingespielt hätte, wurde Labyrinth of Souls als Download-Titel entwickelt. 2011 erwarb Xseed Games die Rechte für den Vertrieb des Titels auf dem nordamerikanischen Markt. Im selben Jahr wurde das Spiel auch für iOS veröffentlicht. 2015 kam das Spiel als Downloadtitel via PlayStation Network auf die PlayStation Vita.

## Rezeption
Das Spiel erhielt verhaltene Kritiken.

„Abseits vom Nostalgiefaktor hat Labyrinth of Lost Souls wenig zu bieten, denn die Story ist zu vorhersehbar, die Grafik mehr als mager und das Aufpäppeln eurer Heldengruppe bleibt zu mühsam und langwierig um für Nicht-Masochisten so etwas wie Spannung oder Sogwirkung zu entfalten.“

“Shamelessly old skool in almost every regard, Wizardry Labyrinth of Lost Souls acts as if the past twenty years of RPG development never happened, yet it still manages to provide an engrossing experience for anyone brave and determined enough to fight through its obtuse exterior”

„Wizardry Labyrinth of Lost Souls ist in fast jeder Hinsicht schamlos altmodisch und tut so, als hätte es die letzten zwanzig Jahre der Rollenspiel-Entwicklung nie gegeben. Dennoch gelingt es dem Spiel eine fesselnde Erfahrung für denjenigen zu bieten, der mutig und entschlossen genug ist, sich durch sein stumpfes äußeres Erscheinungsbild zu kämpfen“

Mit dem Fokus auf eine zunächst reine Download-Verkaufsstrategie konnte sich Labyrinth of Souls erfolgreich im Markt platzieren. Ohne genaue Zahlen zu nennen, zeigte sich Acquire mit dem Absatz des Spiels sehr zufrieden. Das Entwicklerstudio veröffentlichte daher 2011 mit Wizardry: The Prisoners of the Lost City für PlayStation 3 eine Fortsetzung.